# Маргерита
Маргерита (итал. Margherita) јесте типична напуљска пица која је направљена од посебне врсте парадајза „сан марцано”, моцареле, свежега босиљка, соли и екстра девичанскога маслиновог уља.

## Порекло и повест
У јуну 1889. шеф пицерије и пица-мајстор Рафаеле Еспозито смислио је јело под називом „пица маргерита” у част тадашње краљице Италије Маргерите Савојске, као и у част уједињења Италије, те зато састојци су у бојама италијанске заставе — босиљак (зеленa), моцарела (бела) и парадајз пелат (црвена).
Порекло маргерите потиче од мешања сличних прелива који су већ били присутни у Напуљу између 1796. и 1810. Године 1849. Емануеле Роко забележио је различите преливе за пицу укључујући босиљак, парадајз и танке кришке моцареле.